# 4955 Gold
4955 Gold eller 1990 SF2 är en asteroid i huvudbältet som upptäcktes den 17 september 1990 av den amerikanske astronomen Henry E. Holt vid Palomarobservatoriet. Den är uppkallad efter Rob E. Gold.
Asteroiden har en diameter på ungefär 19 kilometer och den tillhör asteroidgruppen Nocturna.